# Myckle IK
Myckle IK är en fotbollsförening från Myckle i Skellefteå kommun i Västerbottens län. Föreningen bildades 1926 och har numera postadress i Skellefteå, där klubbens a-lag spelar matcher på Rickvalla IP. Föreningens damlag spelade i division I säsongen 2021 medan herrarna placerade sig på sista plats i sin division III-serie 2022. Herrlaget har dock spelat flera säsonger i division III på den som serien utgjorde den tredje högsta divisionen. Föreningen har 2022 dam-, herr-, junior- och ungdomslag i spel.